# Chromi(II) iodide
Chromi(II) iodide là một hợp chất vô cơ, một muối của kim loại chromi và axit iodhydric có công thức CrI2, tinh thể màu xám nhạt, tan trong nước tạo dung dịch màu xanh lục.

## Điều chế
- Phản ứng của iod với chromi trong chân không sẽ tạo ra muối khan:

{\displaystyle {\mathsf {Cr+I_{2}\ \xrightarrow {700-800^{o}C} \ CrI_{2}}}}
- Hòa tan chromi kim loại trong axit iodhydric sẽ tạo ra hexahydrat:[2]

{\displaystyle {\mathsf {Cr+2HI\ {\xrightarrow {}}\ CrI_{2}+H_{2}\uparrow }}}
(Có thể dùng hợp chất Cr(II) bất kì để điều chế hợp chất)
- Hoặc dùng hydro khử chromi(III) iodide:

{\displaystyle {\mathsf {2CrI_{3}+H_{2}\ {\xrightarrow {}}\ 2CrI_{2}+2HI\uparrow }}}
(Có thể dùng Cr khử CrI3 trong dung dịch)

## Tính chất vật lý
Chromi(II) iodide tạo thành các tinh thể hình thoi màu xám nhạt, nhóm không gian C mcP 21, các hằng số mạng tinh thể a = 0,3915 nm, b = 0,7560 nm, c = 1,3553 nm, Z = 4.
Khi được làm nóng trong chân không, hợp chất thăng hoa ở nhiệt độ trên 420 ℃.
Chromi(II) iodide hòa tan tốt trong nước, tạo thành dung dịch màu xanh lục ổn định khi không có oxy.
Hợp chất tạo tinh thể ngậm nước CrI2·6H2O – tinh thể màu xanh dương-tím, tan trong aceton khan tạo dung dịch màu lục; trong ete khan, nó có màu nâu.

## Tính chất hóa học
Nó bị phân hủy khi nhiệt độ cao:
{\displaystyle {\mathsf {CrI_{2}\ \xrightarrow {T} \ Cr+I_{2}}}}

## Ứng dụng
Chromi(II) iodide được sử dụng làm sắc tố cho thủy tinh.

## Hợp chất khác
CrI2 còn tạo một số hợp chất với NH3:
- CrI2·5NH3 (tím), CAS# 59566-76-6;
- CrI2·6NH3 (xám lục), CAS# 54128-25-5.[3]

CrI2 còn tạo một số hợp chất với N2H4, như:
- CrI2·2N2H4 (màu xám dương);[4]
- CrI2·3N2H4 (màu xám đỏ);[5]
- CrI2·4N2H4 (màu đỏ anh đào hơi đậm);[6]
- CrI2·6N2H4 (màu đỏ).[7]

CrI2 còn tạo một số hợp chất với CS(NH2)2, như CrI2·6CS(NH2)2 là chất rắn màu lục lam.